# Равена (Кентаки)
Равена (енгл. Ravenna) град је у америчкој савезној држави Кентаки.

## Демографија
По попису из 2010. године број становника је 605, што је 88 (-12,7%) становника мање него 2000. године.
| Група             | 2000.       | 2010.       |
| Белци             | 673 (97,1%) | 583 (96,4%) |
| Афроамериканци    | 4 (0,6%)    | 0 (0,0%)    |
| Азијати           | 0 (0,0%)    | 0 (0,0%)    |
| Хиспаноамериканци | 3 (0,4%)    | 8 (1,3%)    |
| Укупно            | 693         | 605         |